# Arthur Tarnowski
Arthur Tarnowski est un monteur québécois né le 20 janvier 1971 à Montréal (Canada).

## Filmographie
- 1997 : Twist of Fate
- 1998 : Fatal Affair
- 1998 : Captive (TV)
- 1999 : The Witness Files
- 1999 : Dead Silent
- 1999 : Back to Sherwood (série TV)
- 2000 : Artificial Lies
- 2000 : Éternelle vengeance (Revenge)
- 2001 : Largo Winch (Largo Winch: The Heir) (TV)
- 2001 : The Secret Pact
- 2002 : Ice Cold
- 2002 : Fata Morgana
- 2002 : "Undressed" (1999) TV Series
- 2003 : Deception (vidéo)
- 2003 : A Woman Hunted
- 2004 : 15/A (série TV)
- 2004 : Table 13
- 2006 : Mind Over Murder (TV)
- 2006 : Android Apocalypse (TV)
- 2010 : L'Affaire Kate Logan (The Kate Logan Affair)
- 2012 : Cold Blood
- 2013 : Whitewash de Hoss-Desmarais Emanuel
- 2013 : Le Militaire
- 2013 : Gibraltar
- 2015 : Enragés d'Éric Hannezo
- 2018 : The Wall Street Project (The Hummingbird Project) de Kim Nguyen
- 2019 : Menteur d'Émile Gaudreault
- 2021 : Les Oiseaux ivres de Ivan Grbovic (en)
- 2021 : Une révision de Catherine Therrien
- 2025 : Menteuse d'Émile Gaudreault

## Récompenses et nominations
2022: Gala Québec Cinéma: Prix du meilleur montage